# Пиетро ди Доменико да Сиена
Пиèтро ди Домèнико да Сиèна (на италиански: Pietro di Domenico da Siena, * 1457, Сиена, Сиенска република, † 1506, пак там) е италиански ренесансов художник от Сиенската школа, представител на италианското Куатроченто.

## Живот и творчество
Това, което се знае за живота на Пиетро ди Доменико да Сиена, е най-вече чрез неговите творби. Той се ражда, живее и твори в Сиена, а неговият стил го причислява към Сиенската живописна школа. Той оказва влияние върху художника Лука Синьорели. Пиетро изработва предимно религиозни творби за местната църква.
Умира в Сиена през 1506 г. Една от неговите творби е в колекцията на Музеите в Йорк.